# Стив Томпсон
Стив Томпсон (енгл. Steve Thompson; 15. јул 1978) бивши је енглески рагбиста. Рагби је почео да тренира са 15 година са својим другом Коеном. У млађим категоријама је играо у трећој линији мелеа, али су га после тренери пребацили на позицију број 2 - талонер. Играо је у финалу купа европских шампиона 2000. када је Нортхемптон савладао Манстер. За Нортхемптон је укупно одиграо 195 утакмица и постигао 80 поена. 15. априла 2007. Томпсон се повукао из рагбија због повреде врата, али се након саветовања са лекарима вратио 22. октобра. Потписао је за Брив, за који ће у наредне 3 сезоне одиграти 42 утакмице и постигнути 10 поена. 31. маја 2010. потписао је за Карниџ, за који ће одиграти 15 утакмица и постићи 15 поена. 1. маја 2011. прешао је у Воспсе, али због нове повреде 3. децембра престао је да игра рагби. Дебитовао је за репрезентацију Енглеске 2002. у мечу купа шест нација. Играо је на светском првенству 2003. које су Енглези освојили, постигао је есеј у утакмици групне фазе против Грузије и играо је у чувеном финалу против Аустралије. Играо је и на светском првенству 2011. Дао је есеј против Ирске у мечу купа шест нација 2011. За "црвене руже" је укупно одиграо 73 тест мечева и постигао 20 поена. Одиграо је и 3 меча за британске и ирске лавове 2005. на турнеји на Новом Зеланду. Са репрезентацијом Енглеске је 2 пута куп шест нација (2003, 2011). Рекордер је по броју одиграних мечева за репрезентацију, када су у питању талонери.